# 上官玉女
上官玉女是中国小说家莫言著作《丰乳肥臀》里面的虚构人物。生性纯真善良。和主角上官金童是双胞胎，是主角上官金童的八姐。在三年自然灾害期间，为了不连累家人，投河自杀。

## 角色经历
上官玉女和主角上官金童是双胞胎，父亲为瑞典传教士马洛亚。生来是个瞎子。上官金童经常欺负上官玉女，母亲上官鲁氏因为重男轻女的封建思想也不待见她。三年自然灾害期间，母亲上官鲁氏为了养活全家人用特别手段偷取公家的粮食。上官玉女看着母亲从胃里咳出的血，不忍母亲受累，在母亲上工时一个人摸索着走出了家门，投河自杀。